# Hafsides
Les Hafsides sont une dynastie d'origine berbère ayant régné sur l'Ifriqiya entre 1229 et 1547.
La dynastie tire son nom du cheikh Abou Hafs Omar al Hintati, un illustre chef de la tribu Masmouda des Hintata du Haut Atlas marocain, dont la descendance devient gouverneur d'Ifriqiya pour le compte des Almohades.
Ces gouverneurs s'émancipent, lors du démembrement de l'empire almohade pour fonder leur propre sultanat à partir de Tunis en 1229, sous Abû Zakariyâ Yahyâ, arrière-petit-fils du cheikh Abou Hafs et premier souverain hafside.

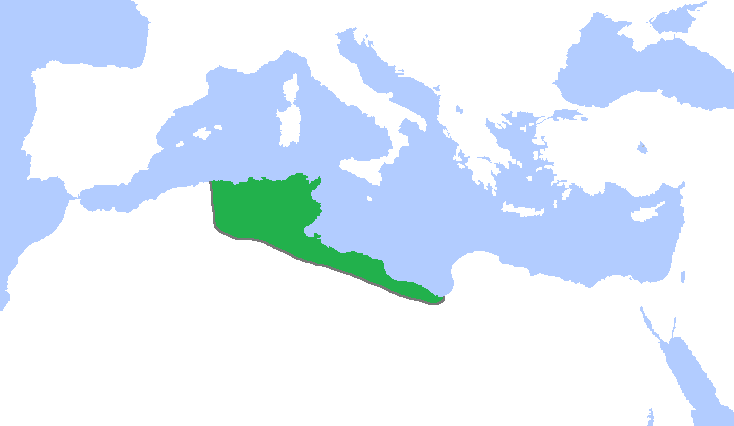
Carte du sultanat hafside c. 1300-1500.

## Origine
D'origine berbère masmoudienne,,, cette dynastie tire son nom du cheikh almohade Abou Hafs Omar El Hintati, chef de la tribu des Hintata du Haut Atlas marocain, dont elle descend.

## Contexte politique
Dès leur prise de pouvoir, les Hafsides se posent en héritiers du califat almohade, s'appuyant sur le fait qu'ils descendent du cheikh masmouda Abou Hafs al Hintati. La généalogie officielle des Hafsides revendique cependant une parenté avec le calife Omar ('umariyya faruqqiya), plus prestigieuse aux yeux des masses arabisées d'Ifriqiya pour soutenir une prétention au califat.
Les querelles entre princes hafsides et les particularités territoriales vont faire que le sultanat Hafsides va se diviser en deux États (Tunis et Bougie) qui connurent ensuite des alternances de rapprochement, voire de fusion, et d'hostilité, jusqu'au moment où le sultan Abou Yahyā Abou Bakr (1318-1346) refit, un temps, l'unité de l'État hafside. Le domaine hafside va ensuite se morceler à nouveau, parfois en trois entité (Tunis, Bougie, Constantine), qui en deviendront temporairement deux à la faveur de l'unité de Bougie et de Constantine en 1366.
Le dernier représentant de la dynastie hafside est le sultan de Tunis, Abû `Abd Allâh Muhammad VI ibn al-Hasan, allié des Espagnols, renversé et capturé lors de la prise de Tunis par le beylerbey d'Alger, Uluç Ali Paşa (Euldj Ali).

## Liste des souverains hafsides
Henri Garrot propose une nomenclature des souverains Hafsides dans son Histoire générale de l'Algérie.
Sa transcription des noms diffère de celle d'autres sources : 
- 1207—1221: Abû Muhammad `Abd al-Wâhid ben Abî Hafs
- 1221—1228: `Abd Allah ben Abî Muhammad ben Abî Hafs
- 1229—1249: Abû Zakariyâ' Yahyâ ben `Abd al-Wâhid ben Abî Hafs
- 1249—1277: Abû `Abd Allah Muhammad al-Mustansir
- 1277—1279: Abû Zakariyâ Yahyâ II
- 1279—1283: Abû Ishâq Ibrâhîm
- 1283—1284: Ahmad ibn Murzuq ibn Abu Umar
- 1284—1295: Abû Hafs `Umar ben Yahyâ
- 1295—1309: Abou-Assida Mouhammad II
- 1309: Abû Yahyâ Abû Bakr ach-Chahîd
- 1309—1311: Abû al-Baqâ' Khâlid an-Nâsir
- 1311—1317: Abû Yahyâ Zakarîyâ' al-Lihyânî
- 1317—1318: Abû Darba Muhammad al-Mustansir al-Lihyânî
- 1318—1346: Abu Yahya Abu Bakr al-Mutawakkil
- 1346—1349: Abû Hafs `Umar ben Abî Bakr
- 1349—1350: Abû al-`Abbâs Ahmad al-Fadî al-Mutawakki
- 1350—1369: Abû Ishâq Ibrâhîm al-Mustansir
- 1369—1371: Abû al-Baqâ' Khâlid
- 1371—1394: Abû al-`Abbâs Ahmad al-Mustansir
- 1394—1434: Abû Fâris `Abd al-`Azîz al-Mutawakkil
- 1434—1435: Moulaï Abou Abdallah
- 1435—1488: Abou Amr Uthman
- 1488—1489: Abû Zakariyâ' Yahyâ
- 1489—1490: Abd al-Mu'min
- 1490—1494: Abû Yahyâ Zakariyâ'
- 1494—1526: Abû `Abd Allâh Muhammad IV al-Mutawakkil
- 1526—1543: Abû `Abd Allâh Muhammad V al-Hasan
- 1543—1573: Abû al-`Abbâs Ahmed III al-Hafsi
- 1573—1574: Abû `Abd Allâh Muhammad VI

Sultans de Bougie:
- 1284—1300: Abou Zakariya II
- 1300—1311: Abou l'Baka
- 1311—1348: Abou Yahia Abou Beker
- 1348: El Fadel
- 1348—1363: Abou Abdallah Mohamed

Sultans de Constantine :
- 1311—1348: Abou Yahia Abou Beker
- 1348: El Fadel
- 1348—1360: Abou-Zeïd-Abd-er-Rahmane
- 1360—? Abou-l'Abbas
- 1450: Ahmed-ben-Abd-er-Rahmane
- 1511: Abd-el-Aziz
- 1511: Abou-Beker